# Olympische Jugend-Winterspiele 2024/Teilnehmer (Bosnien und Herzegowina)
| Gelbes Symbol für Goldmedaillen mit stilisierten Olympischen Ringen | Graues Symbol für Silbermedaillen mit stilisierten Olympischen Ringen | Braundes Symbol für Bronzemedaillen mit stilisierten Olympischen Ringen |
| ------------------------------------------------------------------- | --------------------------------------------------------------------- | ----------------------------------------------------------------------- |
| —                                                                   | —                                                                     | —                                                                       |

Bosnien und Herzegowina nahm an den Olympischen Jugend-Winterspielen 2024 in der südkoreanischen Provinz Gangwon mit 7 Athleten (4 Männer, 3 Frauen) teil.

## Teilnehmer nach Sportart

### Biathlon
| Athleten         | Wettbewerbe    | Zeit        | Fehler       | Rang |
| ---------------- | -------------- | ----------- | ------------ | ---- |
| Männer           |                |             |              |      |
| Srđan Lalović    | 7,5 km Sprint  | 25:49,5 min | 3 (1+2)      | 71   |
| Srđan Lalović    | 12,5 km Einzel | DNF         | DNF          | DNF  |
| Boris Stanojević | 7,5 km Sprint  | 27:09,2 min | 3 (0+3)      | 80   |
| Boris Stanojević | 12,5 km Einzel | 52:32,2 min | 10 (2+3+3+2) | 75   |

### Ski Alpin
| Athleten       | Wettbewerb         | Lauf 1  | Lauf 1 | Lauf 2  | Lauf 2 | Gesamt      | Gesamt |
| Athleten       | Wettbewerb         | Zeit    | Rang   | Zeit    | Rang   | Zeit        | Rang   |
| -------------- | ------------------ | ------- | ------ | ------- | ------ | ----------- | ------ |
| Frauen         |                    |         |        |         |        |             |        |
| Ina Likić      | Riesenslalom       | 55,14 s | 35     | 58,79 s | 29     | 1:53,93 min | 30     |
| Ina Likić      | Slalom             | DNF     | DNF    | DNF     | DNF    | DNF         | DNF    |
| Männer         |                    |         |        |         |        |             |        |
| Noah Miljković | Super-G            | —       | —      | —       | —      | 56,69 s     | 31     |
| Noah Miljković | Alpine Kombination | 58,46 s | 41     | DNF     | DNF    | DNF         | DNF    |
| Noah Miljković | Riesenslalom       | DNF     | DNF    | DNF     | DNF    | DNF         | DNF    |
| Noah Miljković | Slalom             | DNF     | DNF    | DNF     | DNF    | DNF         | DNF    |

### Skilanglauf
| Athleten         | Wettbewerb       | Zeit        | Rang |
| ---------------- | ---------------- | ----------- | ---- |
| Frauen           |                  |             |      |
| Teodora Delipara | 7,5 km klassisch | 33:55,9 min | 68   |
| Melika Jažić     | 7,5 km klassisch | 36:52,1 min | 69   |
| Männer           |                  |             |      |
| Boris Stanojević | 7,5 km klassisch | 24:48,8 min | 61   |

| Athleten         | Wettbewerbe     | Qualifikation | Qualifikation | Viertelfinale | Viertelfinale | Halbfinale    | Halbfinale    | Finale        | Finale        | Rang |
| Athleten         | Wettbewerbe     | Zeit          | Rang          | Zeit          | Rang          | Zeit          | Rang          | Zeit          | Rang          | Rang |
| ---------------- | --------------- | ------------- | ------------- | ------------- | ------------- | ------------- | ------------- | ------------- | ------------- | ---- |
| Frauen           |                 |               |               |               |               |               |               |               |               |      |
| Teodora Delipara | Sprint Freistil | 4:32,63 min   | 64            | ausgeschieden | ausgeschieden | ausgeschieden | ausgeschieden | ausgeschieden | ausgeschieden | 64   |
| Melika Jažić     | Sprint Freistil | 4:41,69 min   | 67            | ausgeschieden | ausgeschieden | ausgeschieden | ausgeschieden | ausgeschieden | ausgeschieden | 67   |
| Männer           |                 |               |               |               |               |               |               |               |               |      |
| Boris Stanojević | Sprint Freistil | 3:26,17 min   | 51            | ausgeschieden | ausgeschieden | ausgeschieden | ausgeschieden | ausgeschieden | ausgeschieden | 50   |